# Європейський центр з розвитку професійної освіти
Європейський центр з розвитку професійної освіти (Cedefop) — агентство Європейського союзу, що підтримує розвиток європейської професійної освіти. Створено 10 лютого 1975 року рішенням Ради Європейського Союзу № 337/75. Штаб-квартира знаходиться в місті Салоніки, Греція. Абревіатура Cedefop взята від французького назви «Centre Européen pour le Développement de la Formation Professionnelle»

## Організація центру
На тлі соціальних змін і економічних проблем в середині 1970-х років Cedefop стала консенсусом для держав-членів тодішнього Європейського економічного співтовариства з питання вдосконалення професійної освіти. У 1970 році Економічна і соціальна рада спільноти сформувала групу для вивчення освіти в державах-членах. Комітет запропонував створити європейський інститут по дослідженню і управлінню професійною освітою.
10 лютого 1975 року було організовано Cedefop. Його центр розташовувався в Західному Берліні, що було підтвердженням приналежності Західного Берліна до Європейського економічного співтовариства. У жовтні 1993 року Рада ухвалила рішення перенести штаб-квартиру агентства в Грецію. З 1995 року Cedefop базується в місті Салоніки.
В даний час агентство готує регулярні прогнози попиту і пропозиції на кваліфікації та навички в Європі і аналізує можливі невідповідності на ринку праці. Більш того, Cedefop досліджує потреби на фахівців в окремих галузях. Також агентство займається формуванням більш послідовної і скоординованої політики в області зайнятості, освіти і навчання в державах-учасницях.

## Місія центру
Місія центру полягає в підтримці розвитку і реалізації європейської політики в галузі професійної освіти.
Європейський центр з розвитку професійної освіти має наступні цілі та завдання:
- Надання допомоги Комісії у розвитку професійної підготовки та підвищення кваліфікації працівників;
- Впровадження загальносоюзної системи професійного навчання;
- Підготовка звітів і доповідей, що стосуються цієї ситуації, новітніх досліджень і розробок в області професійної освіти;
- Заохочення ініціатив, здатних сприяти узгодженому підходу до професійної освіти;
- Проведення дискусій з питань ведення за участю всіх зацікавлених сторін.

## Структура центру
Центр включає в себе раду, бюро, директора.
- Рада складається з одного представника уряду від кожної держави, що входить в ЄС, одного представника організацій роботодавців від кожної країни, одного представника організацій працівників від кожної країни і трьох членів Єврокомісії. Керуючий рада приймає рішення абсолютною більшістю голосів. Рада збирається один раз на рік. На прохання не менше ніж однієї третини входять до ради можуть організовуватися додаткові збори. Керуючий рада затверджує середньострокові завдання агентства і щорічну робочу програму. Щороку рада розробляє прогноз доходів і витрат центру на наступний рік. Рада відправляє прогноз в Єврокомісію не пізніше 31 березня кожного року. Рада направляє до комісії список претендентів на пост директора центру. Керуючий рада готує річний звіт про дії агентства і надає його Європейському Парламенту, Раді Європейського союзу, Єврокомісії та палати аудиторів;
- Бюро формується радою і складається з голови ради, трьох його заступників, одного представника Єврокомісії та координаторів, які представляють групи роботодавців, працівників і урядів в Керуючу раду. Бюро за дорученням Керуючої ради стежить за виконанням рішень ради та приймає на себе управління центром між зборами Керуючої ради. Розклад зборів бюро затверджується радою, але голова може скликати додаткові наради на прохання членів бюро. Бюро приймає рішення консенсусом. Якщо консенсус не може бути досягнутий, питання передається Керуючому раді.
- Директор агентства призначається Єврокомісією зі списку, запропонованого головою ради. Термін повноважень директора — 5 років, він може бути перепризначено. Директор здійснює управління центром і проводить в життя рішення ради і бюро. Він несе відповідальність за всі кадрові питання, залучення і звільнення персоналу. Директор підзвітний Керуючому раді.